# Luther Terry
Luther Leonidas Terry (Red Level, Alabama, 1911. szeptember 15. – Philadelphia, Pennsylvania, 1985. március 29. ) amerikai orvos, népegészségügyi tisztviselő. Az Egyesült Államok tiszti főorvosaként (Surgeon General) dolgozott 1961-1965 között. Elsősorban arról ismert, hogy felhívta a figyelmet a dohányzás káros egészségi hatásaira.

## Pályafutása
1935-ben orvosi diplomát szerzett. Két évtizedig kórházi orvosként, illetve a National Heart Institute kutatóorvosaként dolgozott, majd az intézet igazgatóhelyettese lett. 
1961-ben John F. Kennedy elnök amerikai tiszti főorvosnak nevezte ki. 
Tiszti főorvosként brit mintára tanácsadó testületet hozott létre a dohányzás káros egészségi hatásainak tanulmányozására. A testületbe dohányos kutatókat is bevont, megelőzve az elfogultság vádját. 1964. január 11-én a testület átfogó jelentést adott ki A dohányzás és az egészség címmel. A jelentés a gyarapodó szakirodalomra alapozva egyértelművé tette, hogy a dohányzás tüdőrákot és krónikus hörghurutot okoz, továbbá betegségek (pl. krónikus obstruktív légúti betegség, szív- és érrendszeri betegségek) kialakulásához is hozzájárul. A jelentés fordulatot hozott a cigarettafogyasztásban. 
1965-től a University of Pennsylvania professzoraként és alelnökeként dolgozott. 
Továbbra is aktív szerepe volt a dohányzás visszaszorításában, így abban, hogy 1971-ben megtiltsák a cigarettareklámokat a tévében és a rádióban. 

## Hatása
Terry jelentése mérföldkőnek bizonyult. A fogyasztóvédelemért felelős Federal Trade Commission még abban az évben döntött, hogy a gyártóknak a cigarettadobozokon és a cigarettareklámokban fel kell tüntetni a dohányzás egészségi kockázatát. Az Egyesült Államokban a cigarettafogyasztás, amely az 1913 és 1963 közötti ötven évben felnőttenként és naponként 0,6 szálról 11,0 szálra nőtt, csökkenni kezdett, az 1963 és 2013 közötti ötven évben 3,3 szálra esett. 

## Fordítás
- Ez a szócikk részben vagy egészben  a   Luther Terry című angol Wikipédia-szócikk fordításán alapul.  Az eredeti cikk szerkesztőit annak laptörténete sorolja fel. Ez a jelzés csupán a megfogalmazás eredetét és a szerzői jogokat jelzi, nem szolgál a cikkben szereplő információk forrásmegjelöléseként.